# Pueblos Aliados de los españoles en la Conquista de América
Los pueblos aliados de los españoles son el conjunto de pueblos que establecieron alianzas a la llegada de los españoles y participaron activamente en la Conquista de América. Es considerado por unos como los primeros pueblos del "mestizaje", que darían origen a las sociedades mestizas actuales de muchos países Hispanoamericanos, sin embargo por otros son considerados pueblos traidores.Estos pueblos son Huancas , Chancas , Chachapoyas , Cañaris , ETC . Estos pueblos pensaron en que al formar una alianza con los Españoles podrían librarse del dominio que vivían bajo los incas .

## Llegada de los españoles al Caribe

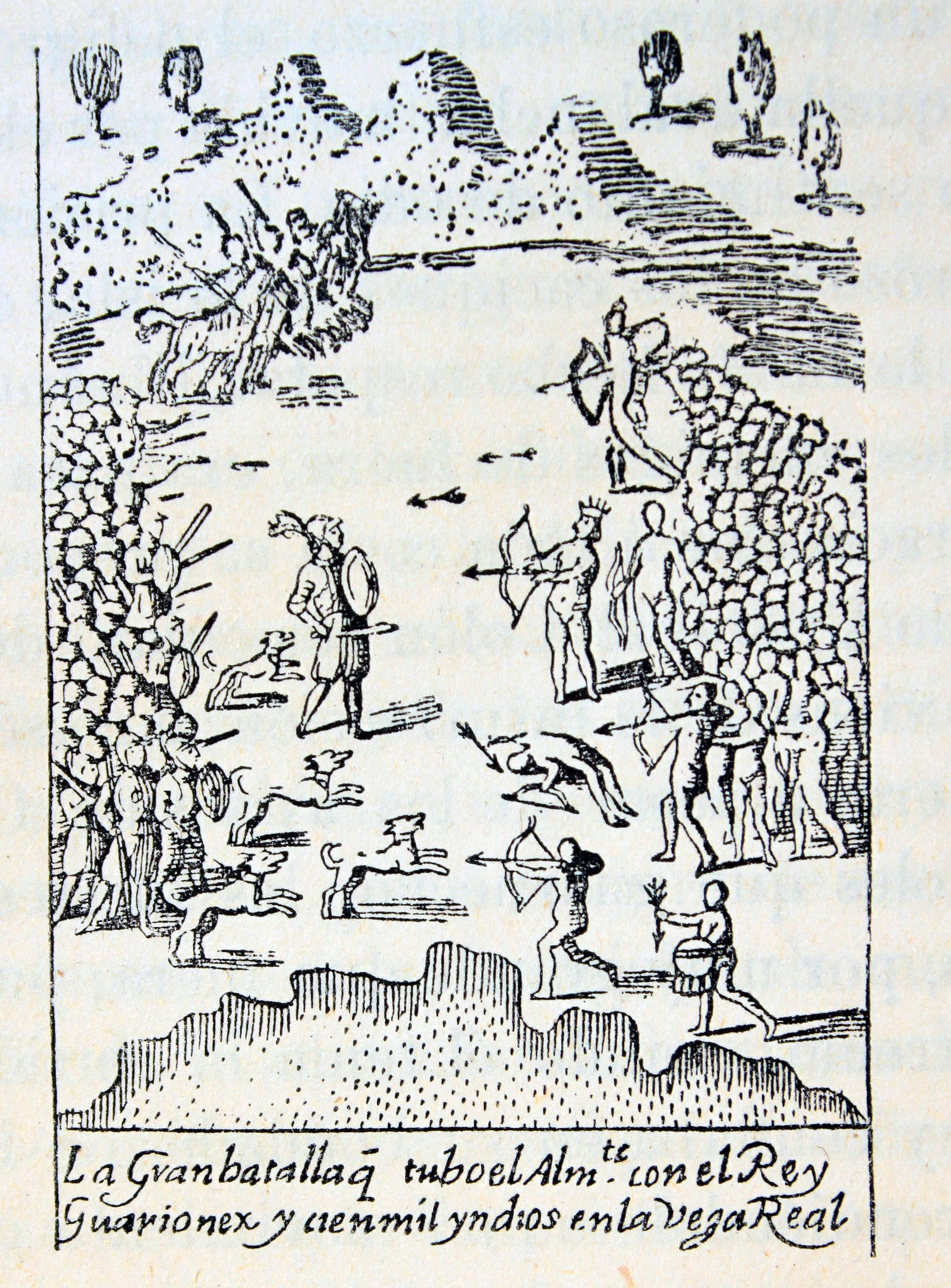
Batalla entre la alianza formada por fuerzas castellanas y el cacicazgo de Guacanagarix contra la alianza de los cuatro cacicazgos de la Española

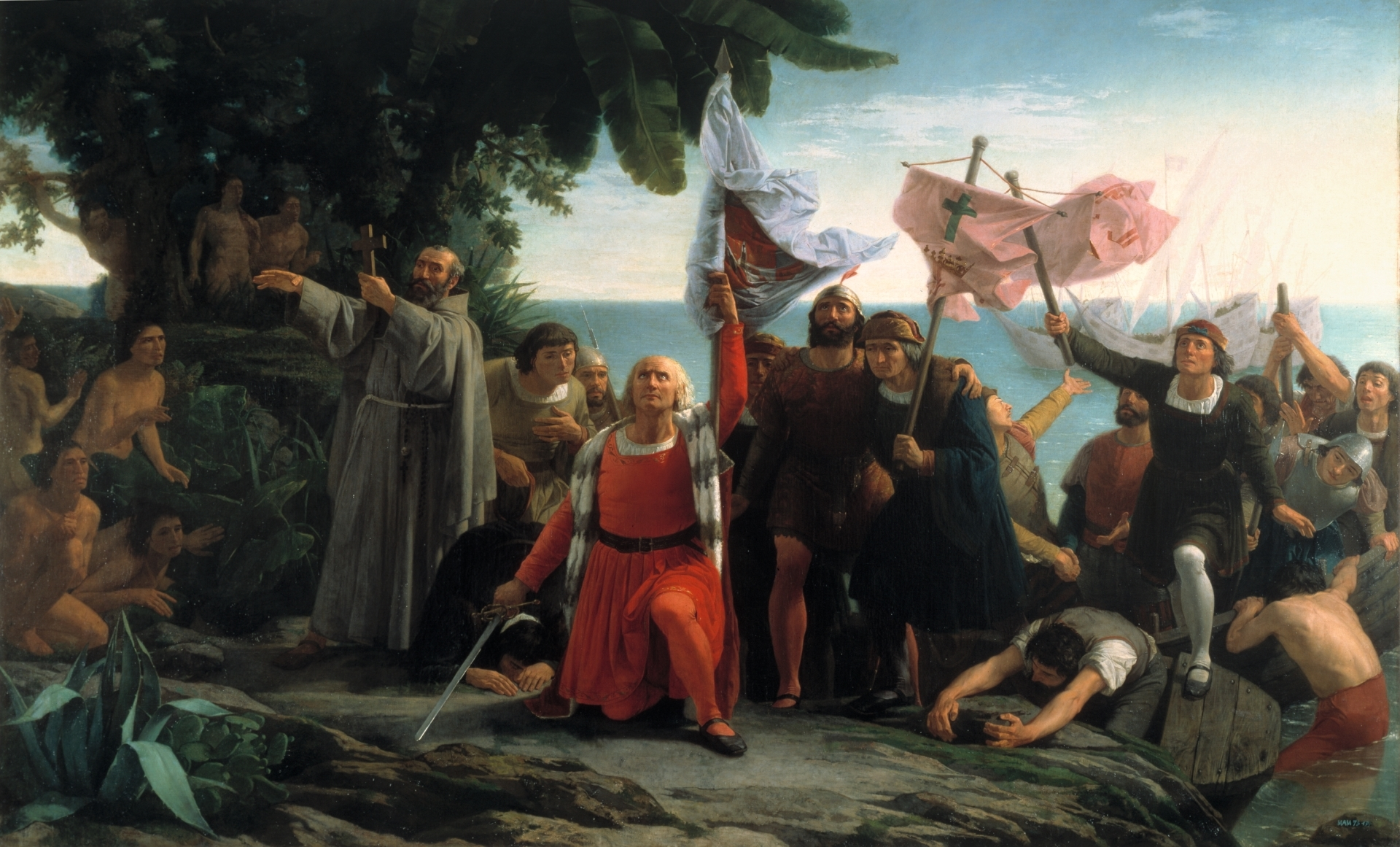
Llegada de Cristóbal Colón al cacicazgo Marién. Pintura de Dióscoro Puebla, (1862)

Desde el momento inicial de la llegada de Cristobal Colón, los españoles se ven en la necesidad de contactar, buscar gente conocedora del medio, intérpretes y establecer alianzas. Es así que los primeros pueblos que entablaron amistad con los españoles fueron parte de los taínos arauacos en las islas de la Española y San Juan de Puerto Rico.
Guacanagarix, cacique del territorio de Marién, uno de los cinco cacicazgos de la Española, recibió a Colón en su desembargo en la isla en 1492, y mantuvo siempre una posición de alianza y amistad con los españoles frente a los otros cuatro caciques que se rebelaron. Guacanagarix permitió que los españoles se asentaran en su territorio y construyeran el primer asentamiento, el fuerte "La Navidad", cerca de la Bahía de Caracol. Los europeos que allí permanecieron fueron masacrados por las tribus de los cacicazgos rivales de Guacanagarix, quienes vieron con recelo y rechazaron la presencia de europeos en la isla. En 1493 Colón llegó a las Cortes de Barcelona (1493) y entregó a los Reyes Católicos distintos obsequios y presentes, acudieron con él unos indios taínos de los dominios de Guacanagarix, que fueron bautizados y apadrinados por los reyes y el Infante Juan. Todos, menos uno bautizado como Don Juan de Castilla, volvieron a la Española libres. El indio Don Juan de Castilla quedó como si fuera caballero hijodalgo incorporado a la casa Real del Infante Don Juan. Más tarde, Guacanagarix acogió a más españoles en su territorio, dándoles protección e incluso aceptó como aliado de Colón participar en la campaña de conquista de la isla y sometimiento de los otros caciques, participando con todos sus guerreros en la primera batalla entre españoles y pueblos indígenas del Nuevo Mundo, la "Batalla de la Vega Real" el 24 de marzo de 1495. La política de amistad y alianza de Guacanagarix con los españoles le conllevaría la enemistad y rechazo de las otras tribus o cacicazgos de la isla.

## Pueblos
- taínos arauacos de la Española: Cacique Guacanagarix, del territorio de Marién.
- taínos arauacos de Boriquen o Isla de San Juan de Puerto Rico: Caciques Agüeybaná y Caguax.
- totonacas
- tlaxcaltecas